# Фердинанд Бок фон Вюльфінген
Фердинанд Едуард Густав Вільгельм Бок фон Вюльфінген (нім. Ferdinand Eduard Gustav Wilhelm Bock von Wülfingen; 10 червня 1883, Рацебург — 22 травня 1956, замок Мільденбург, Мільтенберг) — німецький офіцер, генерал-лейтенант вермахту.

## Біографія

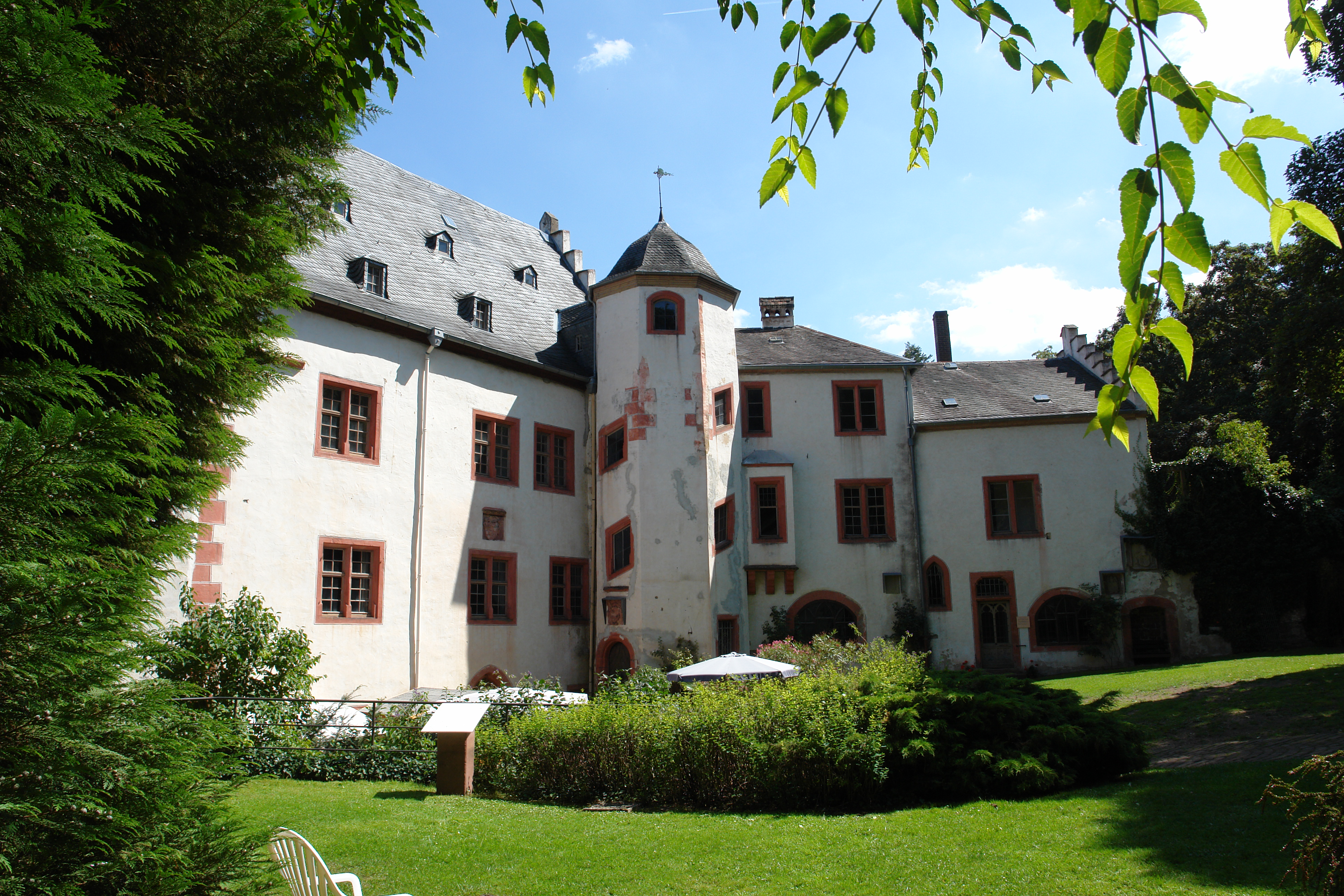
Замок Мільденбург — маєток Бока фон Вюльфінгена.

Представник давнього нижньосаксонського роду. 15 березня 1901 року вступив в Прусську армію. Учасник Першої світової війни. Після демобілізації армії залишений в рейхсвері. З 1 жовтня 1934 року — інспектор поповнення в Берліні. 30 червня 1943 року звільнений у відставку. Також Бок фон Вюльфінген був постійним представником президента Імперського військового суду і членом Народної судової палати.

## Звання
- Фанен-юнкер (15 березня 1901)
- Фенріх (18 жовтня 1901)
- Лейтенант (18 серпня 1902)
- Оберлейтенант (18 серпня 1910)
- Гауптман (8 жовтня 1914)
- Майор (1 червня 1924)
- Оберстлейтенант (1 жовтня 1929)
- Оберст (1 квітня 1932)
- Генерал-майор (1 лютого 1935)
- Генерал-лейтенант запасу (1 квітня 1937)
- Генерал-лейтенант (1 квітня 1938)

## Нагороди
- Залізний хрест 2-го і 1-го класу
- Нагрудний знак «За поранення» в чорному
- Спадковий дротс і спадковий камергер князівства Гільдесгайм
- Орден Святого Йоанна (Бранденбург), лицар справедливості
- Почесний хрест ветерана війни з мечами
- Медаль «За вислугу років у Вермахті» 4-го, 3-го, 2-го і 1-го класу (25 років)